# Laxå station
Laxå station är en järnvägsstation i Laxå. Stationen ligger i norra delen av orten längs Järnvägsgatan.

## Historik
Stationshuset uppfördes 1866, detta efter att Västra stambanan öppnades genom Laxå den 1 augusti 1862. Laxå blev därpå en järnvägsknut när Nordvästra stambanan öppnades år 1866. För att undvika att tågen behövde vändas i Laxå byggdes en förbifart norr om stationen år 1962, vilket betyder att tågen på Nordvästra stambanan numera i allmänhet inte går till Laxå station, utan direkt till Hallsberg, varför dess karaktär av järnvägsknut till stor del har upphört. Från Laxå station är det precis lika långt (229km) till Stockholm och Göteborg. År 2010 sålde Jernhusen stationsbyggnaden till Laxå kommun för 100 000 kronor.

## Galleri

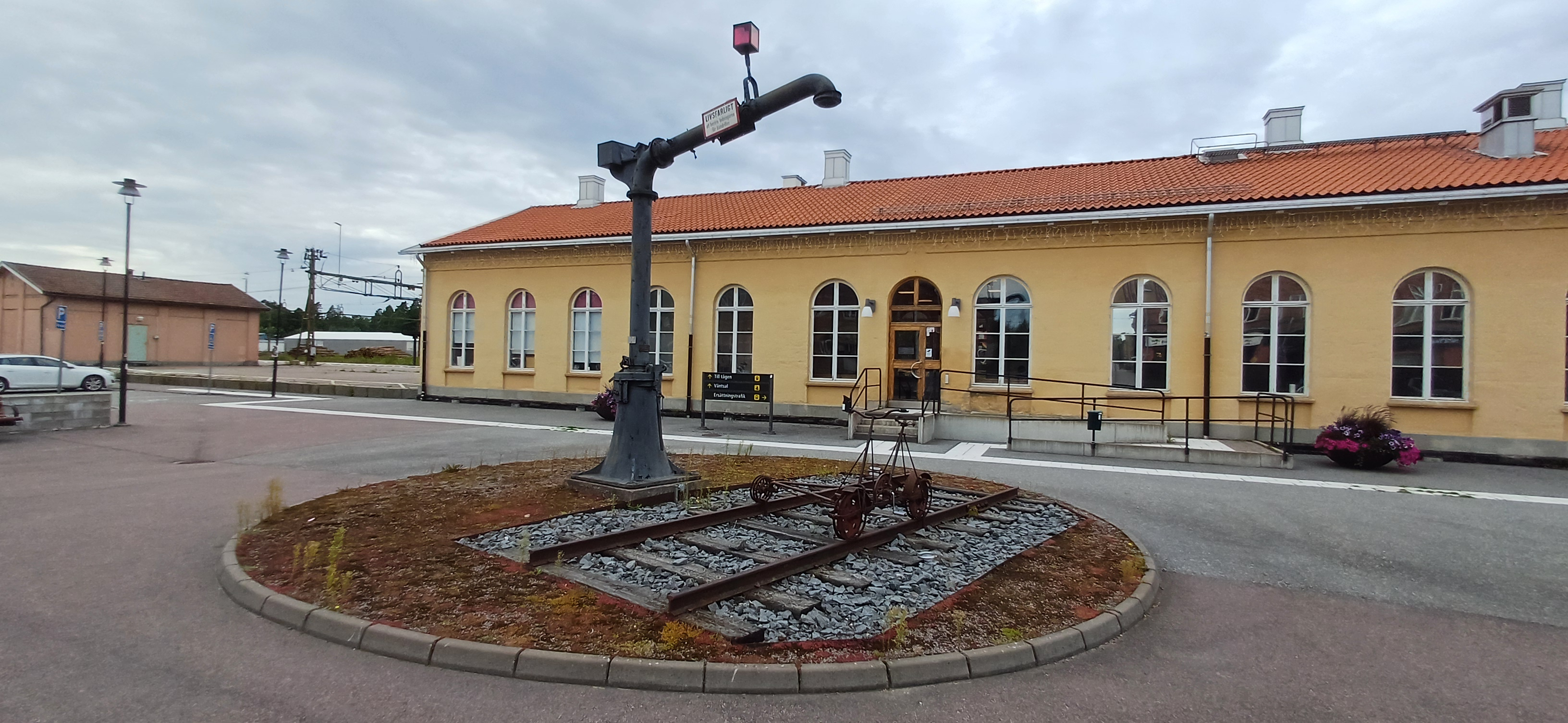
Konstverk föreställande en vattenhäst och en trampdressin framför stationen
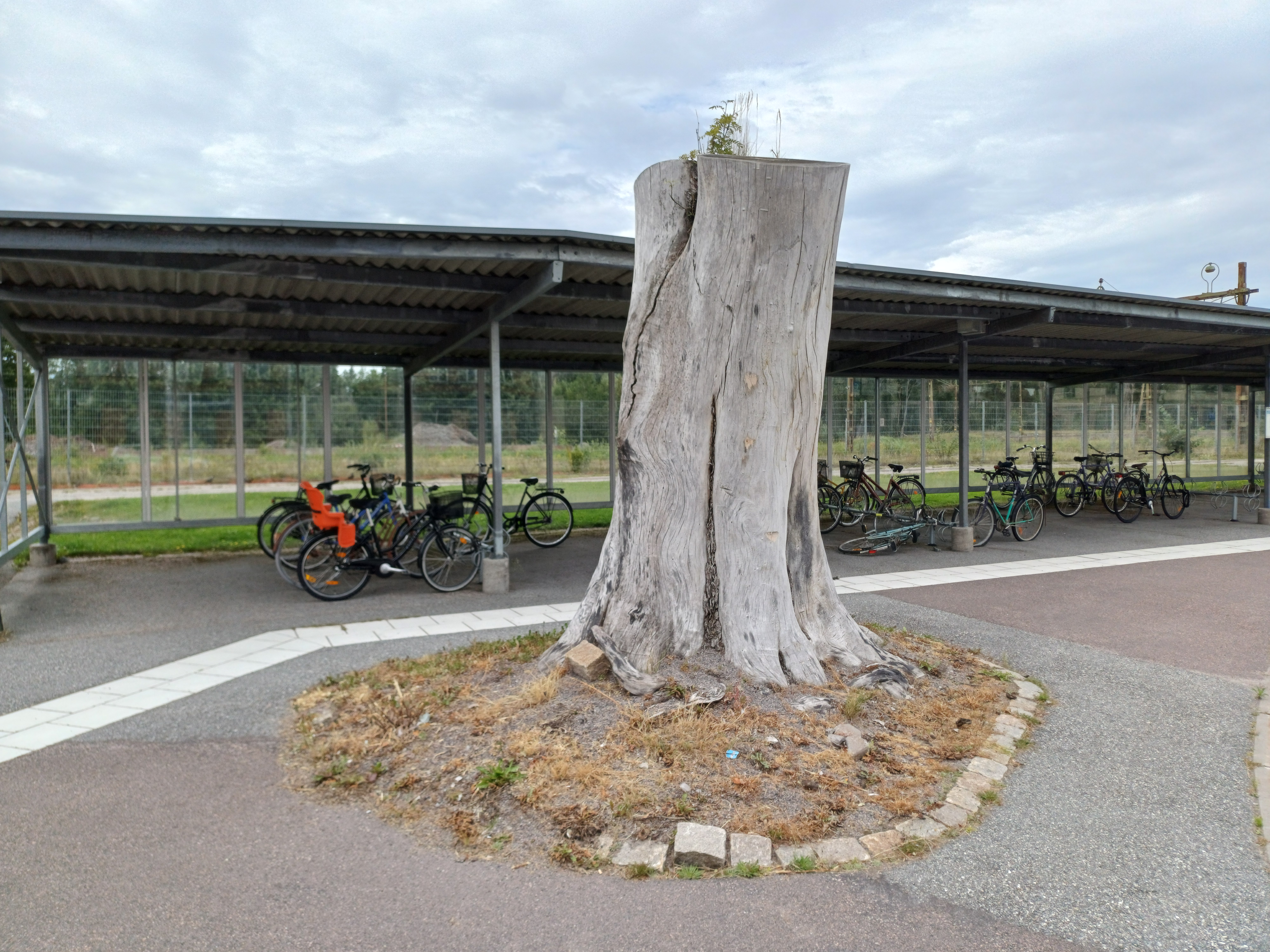
Stor stubbe står öster om stationshuset framför ett cykelställ
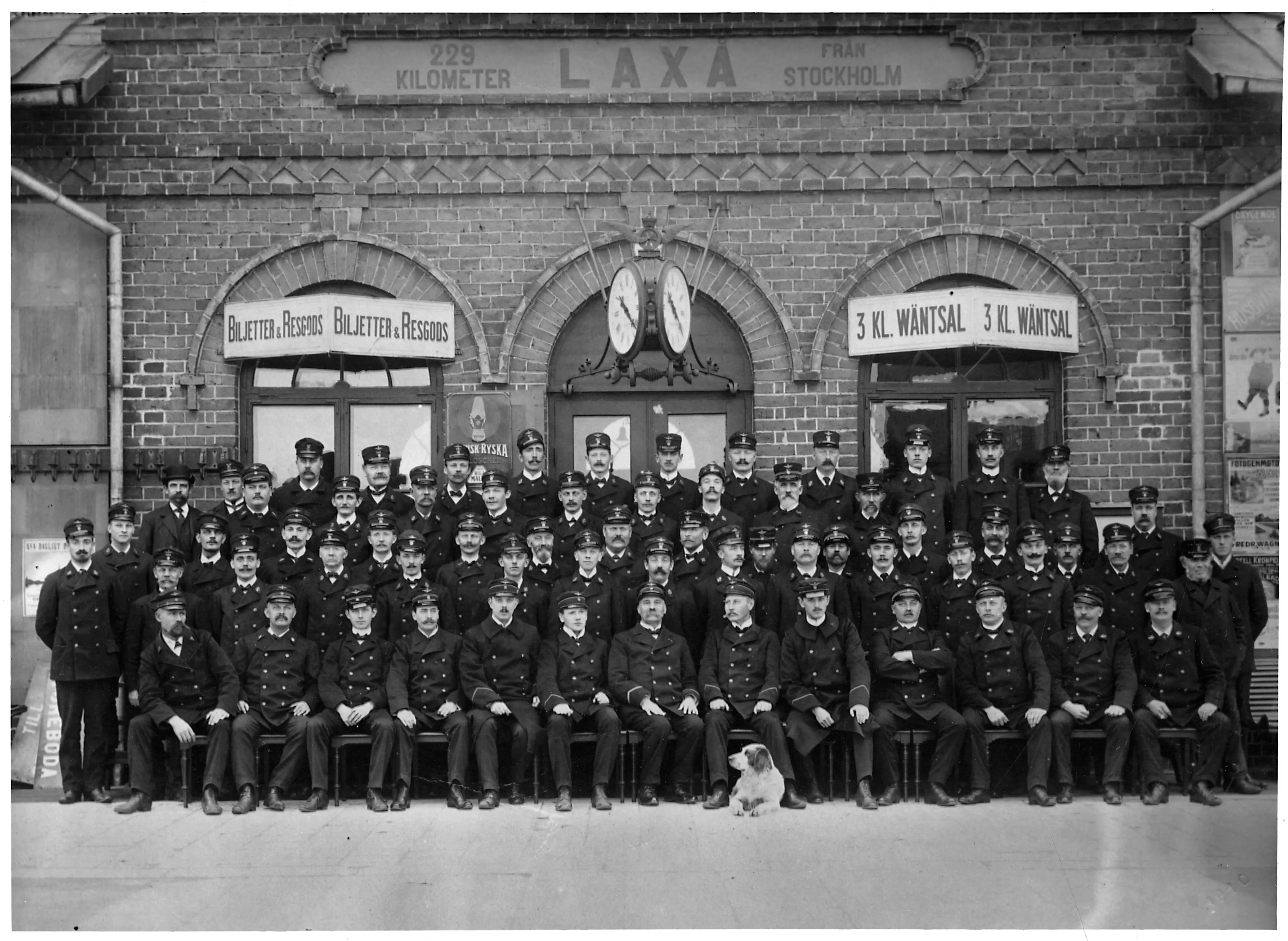
Gruppfoto av personal utanför Laxå station, 1915